# Sénateurs élus par le conseil provincial du Hainaut
Sénateurs élus par le conseil provincial du Hainaut (1894-1995). 
Le conseil provincial du Hainaut a élu des sénateurs à partir des élections législatives de 1894 et ce jusqu’à la réforme des circonscriptions électorales du Sénat votée en 1993. 
La date reprise pour le début du mandat est celle de la prestation de serment et non pas celle de l’élection.
| Nom                              |  | Parti                        | durée du mandat                                                       |
| Albert Asou                      |  | Parti libéral                | 29 juillet 1919 - 27 novembre 1932                                    |
| Jean Baise                       |  | Ecolo                        | 10 février 1994 - 21 mai 1995                                         |
| Jules Bara                       |  | Parti libéral                | 13 novembre 1894 – 26 juin 1900                                       |
| Arthur Bastien                   |  | POB                          | 3 juillet 1900 – 15 mai 1912                                          |
| Georges Beghin                   |  | PLP                          | 10 juin 1965 – 7 novembre 1971                                        |
| Pol-Clovis Boël                  |  | Parti libéral                | 22 décembre 1932 – 24 mai 1936                                        |
| Alfred Bonjean                   |  | PSB                          | 18 juin 1958 – 26 mars 1961                                           |
| Jules Bordet                     |  | Parti libéral                | 9 février 1921 - 20 novembre 1921                                     |
| Jean Bouilly                     |  | POB puis PSB                 | 25 juin 1936 - 17 février 1946                                        |
| René Branquart                   |  | POB                          | 22 décembre 1932 – 24 mai 1936                                        |
| Jules Bufquin des Essarts        |  | POB                          | 13 novembre 1894 – 16 mars 1895                                       |
| Max Bury                         |  | PSB                          | 30 avril 1968 – 7 novembre 1971                                       |
| Marcel Busieau                   |  | PSB puis PS                  | 25 novembre 1971 – 17 avril 1977 et 11 janvier 1979 – 8 novembre 1981 |
| Jules Casterman                  |  | POB puis PSB                 | 16 décembre 1921 - 26 juin 1949                                       |
| Louis Catala                     |  | PSC                          | 14 mars 1946 – 26 juin 1949                                           |
| Jules Coen                       |  | PRLW                         | 5 mai 1977 - 17 décembre 1978                                         |
| Claudette Coorens                |  | PS                           | 31 octobre 1985 - 24 novembre 1991                                    |
| Auguste Criquelion               |  | Parti libéral                | 25 juin 1936 - 2 avril 1939                                           |
| Alfred Danhier                   |  | POB                          | 29 juillet 1919 – 24 mai 1936                                         |
| Gustave Debersé                  |  | Parti catholique             | 5 juin 1934 – 24 mai 1936                                             |
| Arnaud Decléty                   |  | PRL                          | 27 novembre 1981 - 13 octobre 1985 et 16 décembre 1991 - 21 mai 1995  |
| Freddy Deghilage                 |  | PS                           | 8 juin 1989 – 24 novembre 1991                                        |
| Roger Delcroix                   |  | PS                           | 27 novembre 1981 – 31 décembre 1986                                   |
| Fernand Delecluse                |  | PSB                          | 16 octobre 1945 – 17 février 1946                                     |
| Jean-Baptiste Delhaye            |  | PSB                          | 30 avril 1968 - 10 mars 1974                                          |
| René Deliège                     |  | Parti libéral                | 26 juin 1956 – 1er juin 1958                                          |
| Daniel Delloy                    |  | PS                           | 31 octobre 1985 - 24 novembre 1991                                    |
| Joseph De Moor                   |  | Parti catholique             | 8 novembre 1898 - 27 mai 1900                                         |
| Ursmar Depotte                   |  | Parti communiste de Belgique | 14 mars 1946 – 26 juin 1949                                           |
| Eugène Derbaix                   |  | Parti catholique             | 16 décembre 1921 - 26 mai 1929                                        |
| Pierre Descamps                  |  | PRL                          | 5 mai 1977 - 17 décembre 1978 et 31 octobre 1985 - 13 décembre 1987   |
| Pierre Deschamps                 |  | PSC                          | 25 novembre 1971 – 17 avril 1977                                      |
| Louis Desmet                     |  | PSB                          | 22 juin 1950 - 23 mai 1965                                            |
| Adolphe Devos                    |  | Parti libéral                | 26 aout 1908 - 8 mai 1911                                             |
| René de Dorlodot                 |  | PSC                          | 14 juillet 1949 - 15 septembre 1963                                   |
| Abel Dubois                      |  | PSB                          | 10 juin 1965 - 31 mars 1968                                           |
| François Dufour                  |  | PS                           | 24 février 1987 – 13 décembre 1987                                    |
| Jean Dulac                       |  | PSB                          | 22 janvier 1963 – 23 mai 1965                                         |
| Ernest Duray                     |  | Parti libéral                | 14 juillet 1949 – 4 juin 1950                                         |
| Emile Duret                      |  | PSB                          | 29 avril 1954 – 1er juin 1958                                         |
| Noël Duvivier                    |  | PSC                          | 30 avril 1968 - 7 novembre 1971                                       |
| Pierre Falise                    |  | PSC                          | 5 janvier 1988 – 24 novembre 1991                                     |
| Alphonse Ferret                  |  | PLP                          | 10 juin 1965 - 7 novembre 1971 et 16 novembre 1972 - 10 mars 1974     |
| Simon Flamme                     |  | PSB                          | 29 avril 1954 - 18 décembre 1962 et 10 juin 1965 - 31 mars 1968       |
| Charles Gendebien                |  | PSC                          | 10 juin 1965 - 31 mars 1968                                           |
| Paul Gendebien                   |  | Parti catholique             | 25 juin 1936 – 17 février 1946                                        |
| Jean Gevenois                    |  | PS                           | 2 mars 1983 - 13 octobre 1985 et 16 décembre 1991 – 21 mai 1995       |
| Lucienne Gillet                  |  | PSC                          | 5 mai 1977 - 17 décembre 1978 et 27 novembre 1981 - 13 décembre 1987  |
| Numa Goblet                      |  | POB puis PSB                 | 18 avril 1939 – 1er septembre 1945                                    |
| Georges Goffin                   |  | POB                          | 6 avril 1933 - 24 mai 1936                                            |
| Léon Guinotte                    |  | Parti libéral                | 13 novembre 1929 - 8 juillet 1931                                     |
| Jacques Hambye                   |  | PSC                          | 18 juin 1958 - 23 mai 1965                                            |
| Ulysse Hanotte                   |  | PSB                          | 18 avril 1961 – 12 septembre 1962                                     |
| Roger Henneuse                   |  | PS                           | 5 janvier 1988 – 24 novembre 1991                                     |
| Jules Herbage                    |  | PLP                          | 28 mars 1974 - 17 avril 1977                                          |
| Gaston Hercot                    |  | PS                           | 28 mars 1974 - 17 décembre 1978                                       |
| Léon Hiard                       |  | Parti libéral                | 26 aout 1908 - 6 janvier 1921                                         |
| Willy Hiernaux                   |  | PS                           | 27 novembre 1981 – 13 octobre 1985                                    |
| Edgard Hismans                   |  | PS                           | 5 mai 1977 - 17 décembre 1978                                         |
| Jacques Hoyaux                   |  | PSB                          | 28 mars 1974 - 17 avril 1977                                          |
| Adrien Hulin                     |  | Parti catholique             | 13 novembre 1923 - 27 novembre 1932                                   |
| Oswald de Kerchove de Denterghem |  | Parti libéral                | 20 juillet 1900 - 19 mars 1906                                        |
| Henri La Fontaine                |  | POB                          | 24 juin 1895 - 22 mai 1898                                            |
| Maurice Lafosse                  |  | PS                           | 31 octobre 1985 – 1er mai 1989                                        |
| René Leclercq                    |  | Parti libéral                | 3 juin 1947 - 26 juin 1949 et 29 avril 1954 - 6 juin 1956             |
| Robert Leclercq                  |  | PS                           | 7 décembre 1981 – 1er février 1983                                    |
| Octave Leduc                     |  | Parti catholique             | 27 octobre 1931 - 29 avril 1934                                       |
| Jules Lekeu                      |  | POB                          | 18 juillet 1911 - 12 mars 1933                                        |
| Gilbert Lemal                    |  | PSB                          | 29 avril 1954 - 1er juin 1958 et 9 octobre 1962 - 23 mai 1965         |
| Pierre Lenfant                   |  | PSC                          | 16 décembre 1991 - 21 mai 1995                                        |
| Jacques Leroy                    |  | PS                           | 16 décembre 1991 - 21 mai 1995                                        |
| Pierre Leroy                     |  | Rassemblement Wallon         | 25 novembre 1971 - 17 décembre 1978                                   |
| Jules Levecq                     |  | Parti communiste de Belgique | 14 juillet 1949 – 4 juin 1950                                         |
| Jacques Ligot                    |  | PSB                          | 19 juin 1958 - 31 mars 1968                                           |
| Simone Mabille-Leblanc           |  | PLP                          | 25 novembre 1971 – 30 septembre 1972                                  |
| Arthur Meunier                   |  | PSB puis PS                  | 25 novembre 1971 - 10 mars 1974 et 11 janvier 1979 - 8 novembre 1981  |
| Edmond Moyart                    |  | Parti catholique             | 6 décembre 1921 – 6 octobre 1923                                      |
| Denise Nélis                     |  | Ecolo                        | 16 décembre 1991 – 30 novembre 1993                                   |
| Joseph Nèves                     |  | POB                          | 25 juin 1936 - 2 avril 1939                                           |
| Jean Nicolas                     |  | PRL                          | 31 octobre 1985 – 13 décembre 1987                                    |
| Gustave Paternoster              |  | libéral progressiste         | 8 novembre 1898 – 3 juillet 1900                                      |
| Nestor Pécriaux                  |  | PS                           | 16 décembre 1991 - 21 mai 1995                                        |
| Charles Petitjean                |  | PRL                          | 5 janvier 1988 - 24 novembre 1991                                     |
| Edmond Picard                    |  | POB                          | 13 novembre 1894 - 24 mai 1908                                        |
| Clovis Piérard                   |  | Parti libéral                | 18 avril 1939 – 30 avril 1947                                         |
| Edmond Piret-Goblet              |  | Parti libéral                | 3 juillet 1900 - 24 mai 1908                                          |
| Edouard Poullet                  |  | PSC                          | 27 novembre 1981 – 13 octobre 1985                                    |
| Marceau Remson                   |  | PSB                          | 30 avril 1968 – 7 novembre 1971                                       |
| Claude Renard                    |  | Parti communiste de Belgique | 11 janvier 1979 - 8 novembre 1981                                     |
| Henri Rolland                    |  | POB                          | 9 juillet 1912 – 7 mai 1919                                           |
| Guy Spitaels                     |  | PSB                          | 28 mars 1974 – 17 avril 1977                                          |
| Alexandre Spreutel               |  | PSB                          | 14 mars 1946 – 11 avril 1954                                          |
| Paul de Stexhe                   |  | PSC                          | 11 janvier 1979 – 8 novembre 1981                                     |
| Joseph Tirou                     |  | Parti libéral                | 18 avril 1939 – 17 février 1946                                       |
| Yves Urbain                      |  | PSC                          | 12 novembre 1963 – 23 mai 1965                                        |
| Antoine Vanderboght              |  | Parti libéral                | 8 mai 1906 – 21 juin 1919                                             |
| Victor Van Laerhoven             |  | POB puis PSB                 | 25 juin 1936 – 11 avril 1954                                          |
| Raoul Van Spitael                |  | PS                           | 5 mai 1977 – 8 novembre 1981                                          |
| Jean Vinois                      |  | Parti libéral                | 22 juin 1950 – 11 avril 1954                                          |
| Edmond Yernaux                   |  | PSB                          | 14 juillet 1949 – 11 avril 1954                                       |